# Kostel svatého Václava (Račice)
Kostel svatého Václava je filiální kostel římskokatolické farnosti Krhov. Kostel se nachází v Račicích v centru obce na návsi. Kostel je středověkou stavbou z druhé poloviny 13. století s klasicistní úpravou z 19. století. Je jednolodní stavbou s plochou střechou a s pravoúhlým kněžištěm a čtyřbokou zvonicí na západní straně kostela. Součástí kostela jsou dva oltáře, na hlavním oltáři je obraz namalovaný Mesmerem. Krovy střechy kostela pocházely z 15. století. Kostel je chráněn jako kulturní památka České republiky.

## Historie
Kostel byl založen jako gotický v druhé polovině 13. století, na stavbu kostela přispěl Artleb z Myslibořic, který se v roce 1271 chystal na výpravu do Uher. Kostel patřil pod patronát myslibořických pánů, těm ostatně v tu dobu patřila i obec Račice. V roce 1434 byla poškozena střecha kostela i věže velkým větrem a roku 1491 získal kostel zvon, druhý zvon získal kostel později. V roce 1526 byla fara vypleněna a farář byl vyhnán. Po bitvě na Bílé hoře byl kostel protestantský či prázdný, až v roce 1657 opět začal kostel působit jako filiální pod farností Krhov. V roce 1829 byl založen tzv. nový hřbitov, jeho součástí je kamenný kříž, jež původně stál vedle vchodu budovy fary. V roce 1853 byl kostel přestavěn do klasicistní podoby. V roce 1898 kostel získal obraz svatých Petra a Pavla od Jindřicha Poláška a později také získal sousoší ukřižování Ježíše Krista. Roku 2011 byla rekonstruována střecha kostela, byla opravena za přispění Nadace ČEZ.